# Główne Kosmiczne Centrum Doświadczalne
Główne Kosmiczne Centrum Doświadczalne im. G.S. Titowa – rosyjska organizacja badawcza i poligon doświadczalny Ministerstwa Obrony Federacji Rosyjskiej.
Wchodzi w skład 15 Armii Sił Powietrzno-Kosmicznych specjalnego przeznaczenia, znajduje się w Krasnoznamiensku k. Moskwy. Realizuje m.in. zadania polegające na zapewnieniu startów statków kosmicznych o różnym przeznaczeniu, kontroli lotów statków kosmicznych do celów wojskowych, społeczno-ekonomicznych, naukowych oraz statków kosmicznych uruchamianych w ramach programów współpracy międzynarodowej i programów komercyjnych. Zapewnia testy w locie i opracowuje wyniki testów pojazdów kosmicznych wojskowych i podwójnego zastosowania. Jednym z głównych zadań jest także zapewnienie sprawnego funkcjonowania Globalnego Systemu Nawigacji Satelitarnej GLONASS. Ponadto Centrum zabezpiecza prawidłowe działanie systemu jednolitego czasu i częstotliwości referencyjnych „Cel”, przeznaczonego dla dostarczania informacji odbiorcom Ministerstwa Obrony Federacji Rosyjskiej.
Dowódcą Centrum jest pułkownik Siergiej Marczuk.